# Djurens brevlåda
Djurens brevlåda är en LP (1976) och sedan 1995 CD med James Hollingworth och Karin Liungman, från barnradioprogrammet med samma namn. 2017 gjordes animerade kortfilmer till musiken på beställning av SVT och sänds som barnprogram på TV.

## Låtlista
1. Djurens brevlåda
2. Hur ska jag göra för att komma över vägen
3. När vintern är över
4. Kalle Svan
5. Jag är ett långsamt djur
6. Vi är en koloni
7. Hermelinos
8. Älgarna säger
9. Kristina Kantarell
10. Kalle blåmes
11. Hoppa hare
12. Gäddan Gösta
13. Hacka hål
14. Auktionsvisan
15. Jag är en liten mört
16. Humlekören
17. Glada älgar
18. Mullvad
19. Harrys hare
20. Flugdialog
21. Jag vill höra sånger
22. Jag har aldrig sett en orm
23. Hem till oss
24. Fjärilslarvens sång
25. Kattkungens sång
26. Jag känner en ko
27. Har ni sett mina skor